# 雷神社 (豊岡市)

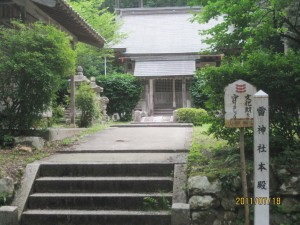
雷神社境内

雷神社（いかづちじんじゃ）は、兵庫県豊岡市にある神社。式内社（名神大社）、旧社格は村社。佐野天神とも称した。

## 概要
創建年代は不詳。大雷神を主祭神とし、配祀神に須佐之男命・菅原道真を祀る。菅原道真は死して天神（雷の神）になったと伝えられる。

## 祭神
- 大雷神
- 須佐之男命
- 菅原道真

## 文化財
- 雷神社本殿（県指定文化財）

## 歴史
『続日本後紀』承和9年10月乙亥（15日）条（842）
但馬国気多郡山神。雷神。戸神。蜀椒神。城埼郡海神等五前。並預二官社一。
『日本三代実録』貞観10年12月27日丙戌条（868）
授二但馬国従五位上出石神。粟鹿神並正五位下。従五位下山神。戸神。雷神。[木蜀]椒神。海神並従五位上一。
『延喜式』3（臨時祭）・名神祭条〔28〕
粟鹿神社一座。夜夫神社二座。伊豆志神社八座。
山神社一座。戸神社一座。雷神社一座。
[木蜀]椒神社一座。海神社一座。已上但馬国。

## 但馬国官幣社について
『延喜式』3（臨時祭）・名神祭条〔28〕
名神祭二百八十五座。粟鹿神社一座。夜夫神社二座。伊豆志神社八座。
山神社一座。戸神社一座。雷神社一座。
[木蜀]椒神社一座。海神社一座。已上但馬国。
『国司文書　但馬神社系譜伝』
人皇四十二代文武天皇の慶雲三年七月、
丹波・但馬二国山災となる。
使を遣わし、神祀に幣帛を賜る。
すなわち雷声弊に応じ、たちまち消滅を忍ばす。よって雷神を狭沼丘に祀り、長く雷災の免れることを祈る。

## 現地情報
交通アクセス
バス
- 豊岡駅（JR西日本山陰本線）から、全但バス納屋バス停下車、約24分、徒歩1.4km、23分

車
- 国道312号線但馬空港入口交差点から空港方面に北西へ約1.8km、約24分

周辺
- こうのとり但馬空港
- 豊岡鞄団地